# Farángi Arádainas
Farángi Arádainas är en ravin i Grekland.   Den ligger i regionen Kreta, i den södra delen av landet, 300 km söder om huvudstaden Aten. Farángi Arádainas ligger 187 meter över havet.
Terrängen runt Farángi Arádainas är varierad. Havet är nära Farángi Arádainas åt sydväst.  Närmaste större samhälle är Chóra Sfakíon, 7,8 km öster om Farángi Arádainas.